# Оласагутія
Оласагутія, Оласті (баск. Olatzagutia, ісп. Olazagutía, офіційна назва Olazti/Olazagutía) — муніципалітет в Іспанії, у складі автономної спільноти Наварра. Населення — 1737 осіб (2009).
Муніципалітет розташований на відстані близько 300 км на північний схід від Мадрида, 45 км на захід від Памплони.

## Демографія
Динаміка населення (INE ):

## Галерея зображень

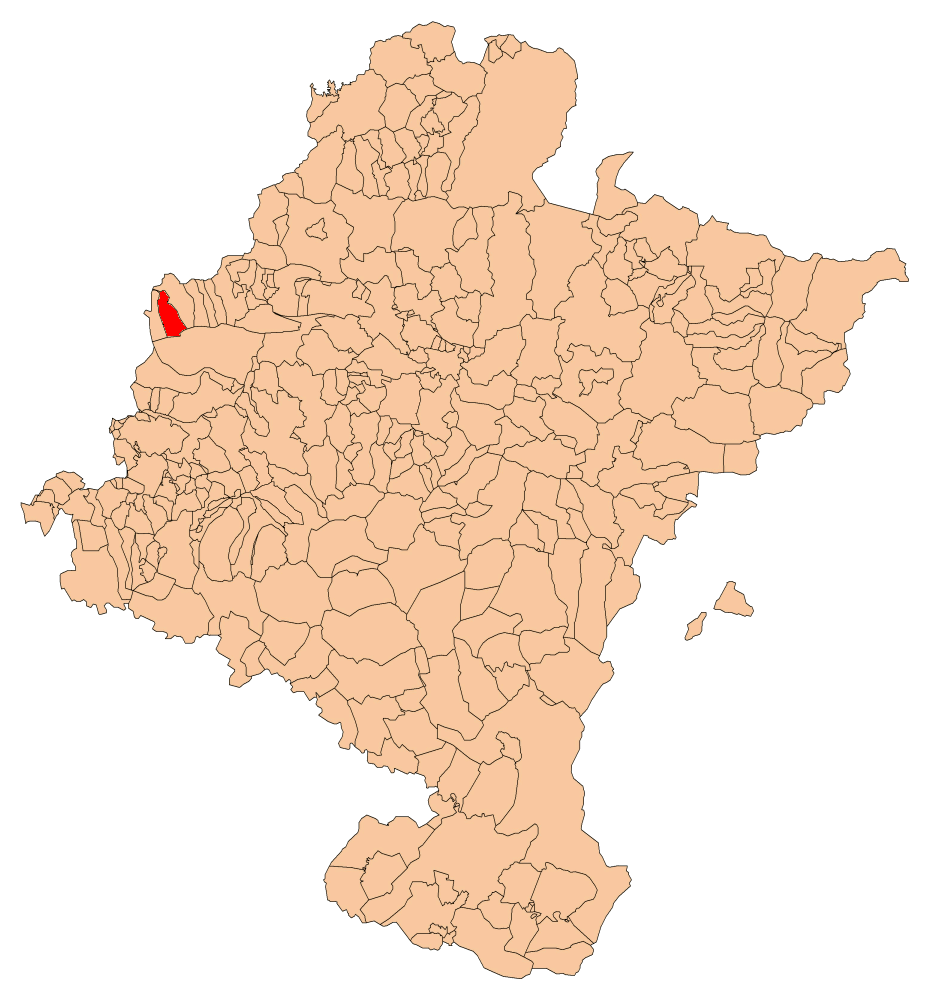
Розташування муніципалітету